# 归化和异化
归化（英語：domestication）和异化（英語：foreignization）是翻译中的策略，涉及译者使文本符合目标语文化（与译语文化对应）的程度。归化是使文本与被译语言的文化紧密结合的策略，可能涉及到源文本信息的丢失。异化是保留源文本信息的策略，包括故意打破目标语言的惯例以保留其含义。
香港流行归化音译法，把外国人名，按照粤语发音尽量译得像中国人的名字，例如，何东家族始祖（Bosman），归化音译“何仕文”异化音译“博斯曼”英国首相（Keir Starmer）归化音译“施纪贤”异化音译“基尔·斯塔默”